# José Benito Pardo Pardo
José Benito Pardo Pardo (mort a Madrid el 2 de gener de 1964), fou un militar i polític gallec, de filiació dretana militant de la Unió de Dretes i Agraris de Lugo integrada a la CEDA.

## Biografia
Fill de Jose Benito Pardo y Rodríguez, president del comitè provincial del Partit Liberal Fusionista, i diverses vegades president de la Diputació de Lugo. El 1914 ingressa en l'Acadèmia d'Artilleria de Segòvia i assolí el grau de coronel d'enginyers. Va rebre la placa de l'Orde de Sant Hermenegild.

## Parlamentari
A les eleccions generals espanyoles de 1936 va ser elegit diputat de la CEDA per la circumscripció de Lugo amb 87.401 vots d'un total de 178.998 votants.